# Smartwatch

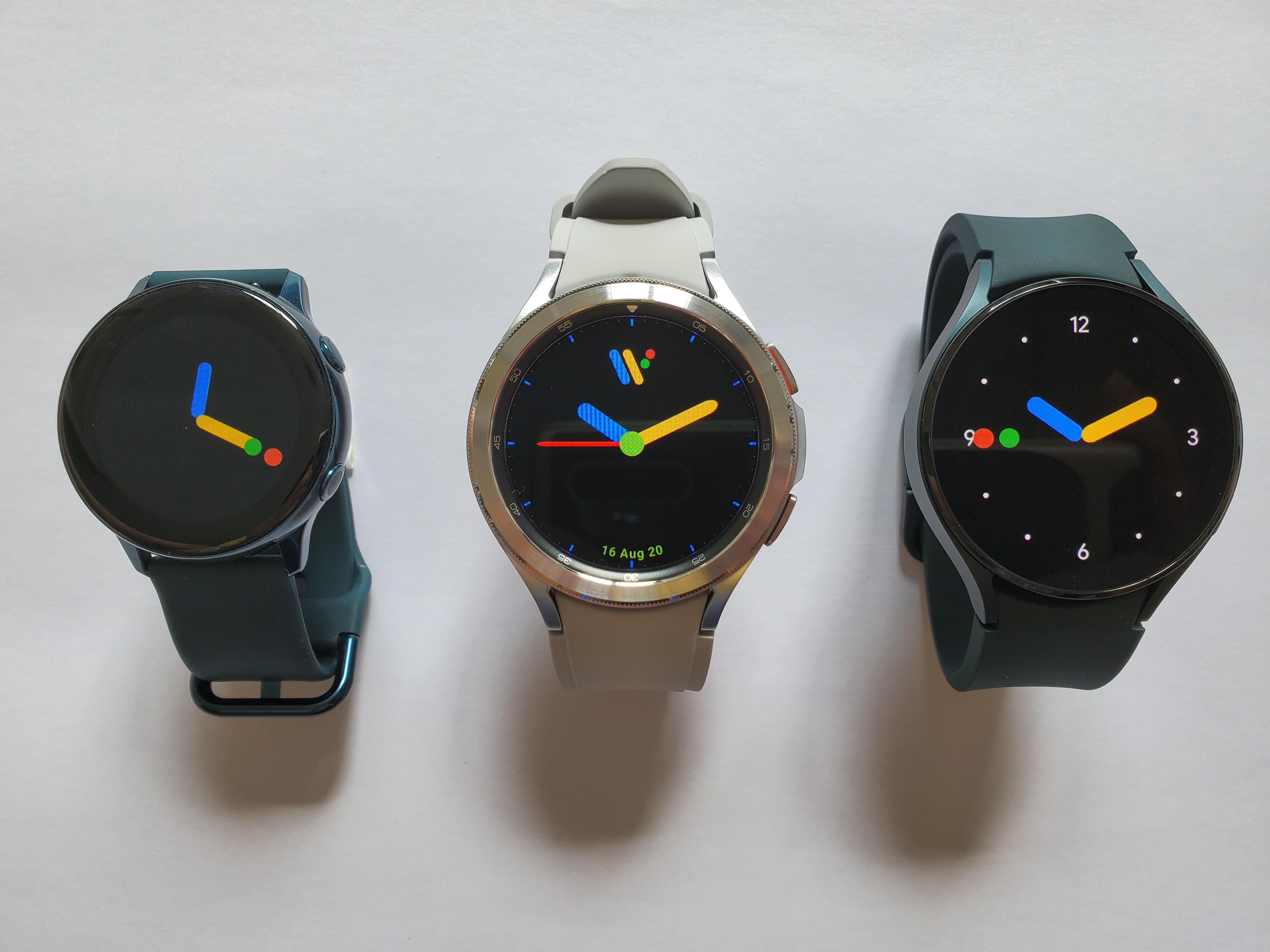
Samsung Galaxy Watch

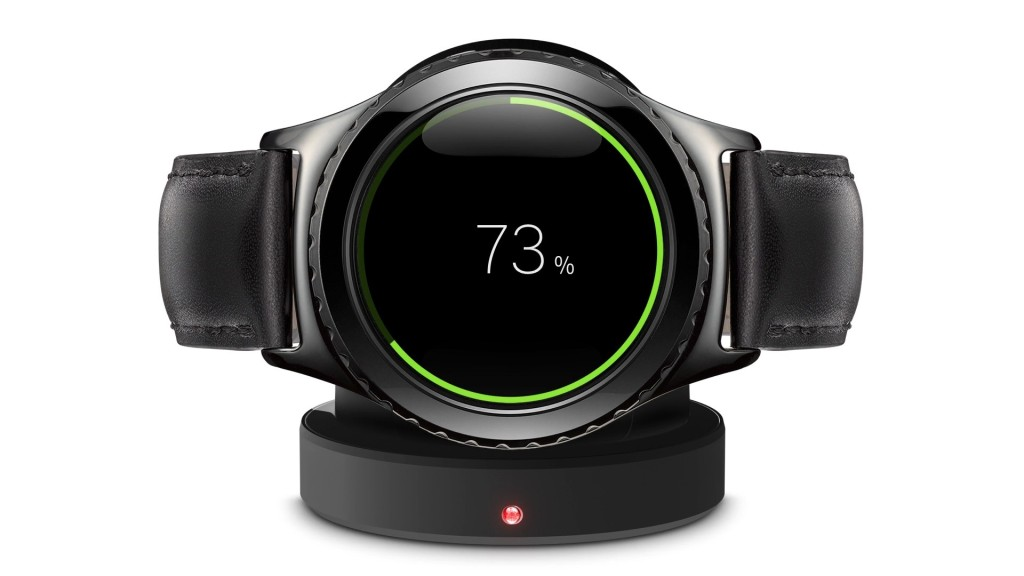
Smartwatch Samsung Gear S2

Smartwatch, inteligentny zegarek – elektroniczne urządzenie mobilne typu wearables z ekranem dotykowym, wielkości naręcznego zegarka spełniające wszystkie funkcje tradycyjnego zegarka elektronicznego oraz dodatkowo posiadające niektóre funkcje smartfonu, takie jak wyświetlanie komunikatów z telefonu, sterowania jego funkcjami (np. odbieranie rozmów, kontrolowanie odtwarzacza muzycznego) oraz funkcje dodatkowe, np. mierzenie tętna lub liczby wykonanych kroków. Najczęściej działa w oparciu o system operacyjny Android Wear, iOS lub Tizen. Gadżety tego typu mogą posiadać funkcje takie jak: aparat fotograficzny, akcelerometr, alarm wibracyjny, termometr, pulsometr, wysokościomierz, barometr, kompas, chronograf, kalkulator, telefon komórkowy, GPS, odtwarzacz MP3 i inne. Są też wyposażane w różne typy komunikacji bezprzewodowej, jak Wi-Fi, Bluetooth, NFC oraz IrDA.

## Historia

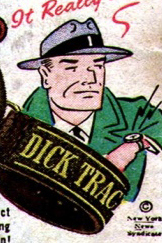
Detektyw Dick Tracy z radiozegarkiem na ręku

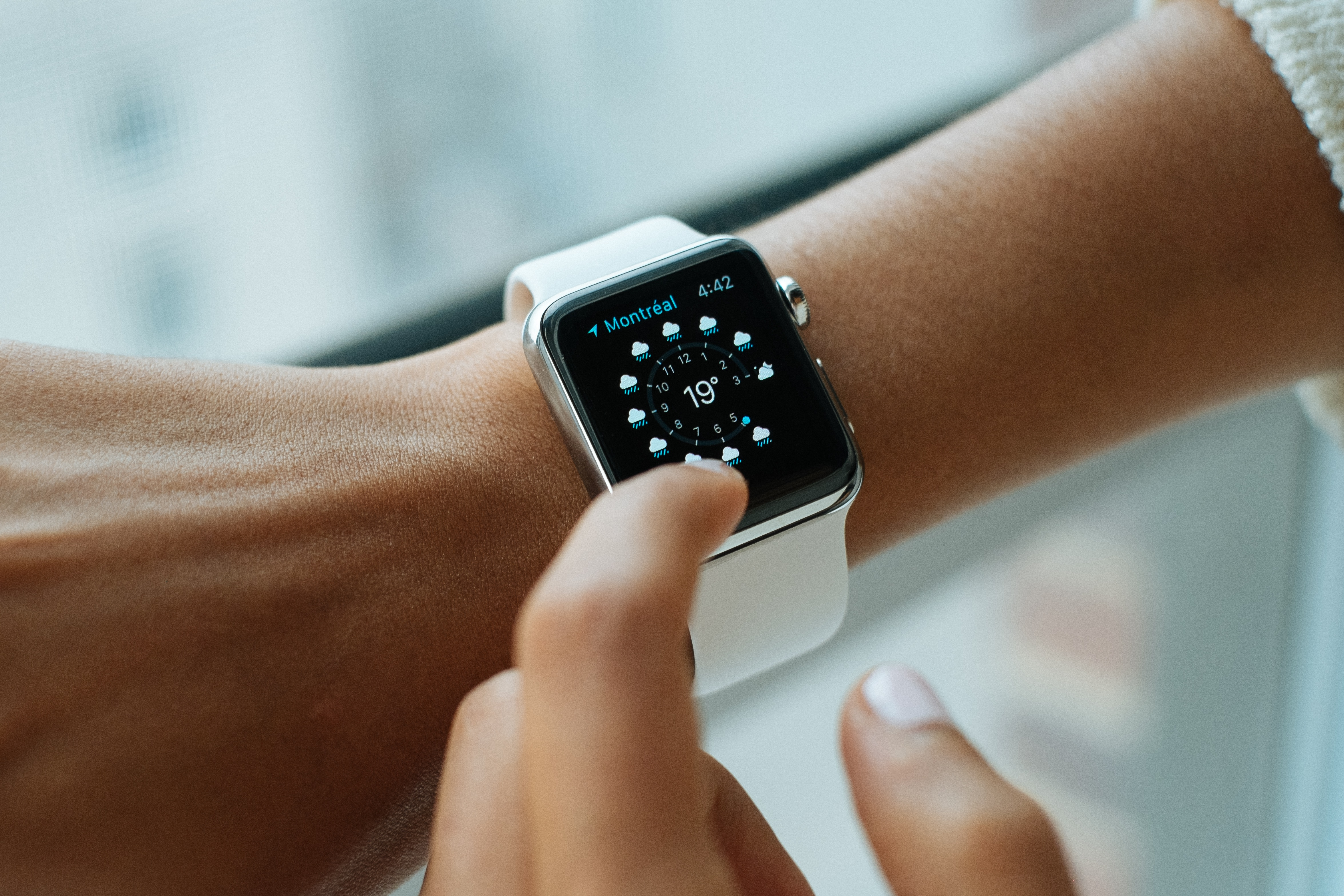
Apple Watch (2015)

Pierwsze wzmianki na temat smartwatchy sięgają 1946 roku. Wtedy to urządzenie to pojawiło się w komiksie o przygodach detektywa Dicka Tracy’ego. Początkowo bohater posługiwał się zegarkiem wyposażonym w dwukierunkowe radio. Kilka lat później używał smartwatcha pozwalającego na prowadzenie wideorozmów.
Od roku 1960 smartwatche były obecne w telewizji – nosił je wówczas między innymi kapitan James T. Kirk ze Star Treka. W 1982 urządzenie to pojawiło się na nadgarstku Michaela Knighta z Knight Ridera. Ze smartwatchów korzystali także bohaterowie kreskówek takich jak Jetsonowie czy Flintstonowie.
Ważną datą w historii smartwatchów był rok 1972, kiedy to firma Hamilton zaprezentowała pierwszy ogólnodostępny zegarek naręczny Pulsar P1 Limited Edition, który wyposażony był w wyświetlacz LED, kopertę z 18-karatowego złota oraz szybkę z syntetycznego kryształu rubinu.
Rok później pojawił się Hamilton Pulsar P2, z którego to korzystał James Bond w filmie „Żyj i pozwól umrzeć”. Był to pierwszy produkowany na masową skalę smartwatch.
W tym samym roku zadebiutował zegarek Seiko O6LC, który wyposażony był w kwarcowy wyświetlacz LCD, podświetlaną tarczę oraz był w stanie wyświetlać sześć cyfr.
W roku 1975 na sklepowe półki trafił Hamilton Pulsar Calculator Watch, który łączył w sobie funkcje zegarka oraz kalkulatora.
W roku 1976 nastąpiła kolejna rewolucja w dziedzinie smartwatchy – firma Texas Instruments wypuściła na rynek pierwszy elektroniczny zegarek naręczny w cenie nieprzekraczającej 20 dolarów.
W roku 1980 wprowadzone zostały plastikowe koperty zegarków elektronicznych, co spowodowało znaczące obniżenie ich cen. Powstało wtedy również sporo modeli zegarków z wbudowanymi grami, jak na przykład Casio Game-10.
W tym samym roku zadebiutował Casio C-80 z funkcją kalkulatora. Od poprzednich zegarków tego typu różnił się on gumowymi przyciskami, które pozwalały na obsługę urządzenia bez konieczności używania rysika.
Ważną datą w historii smartwatchy był także rok 1982, kiedy to pojawił się Seiko TV Watch – zegarek wyposażony w funkcję wyświetlania na żywo obrazu telewizyjnego oraz słuchania radia FM.
W 1982 firma Hamilton wprowadziła na rynek młodszego brata modelu Pulsar P2, którym był Pulsar NL C01 wyposażony w funkcję przechowywania danych.
W roku 1983 pojawił się Seiko Data-2000 – pierwszy smartwatch wykorzystujący bezprzewodową łączność, który sprzedawany był wraz ze stacją dokującą wyposażoną w klawiaturę.
Rok później zadebiutował Seiko RC-1000 Wrist Terminal, który pozwalał na połączenie z komputerem. Wyposażony był on również w funkcję wyświetlania notatek oraz czasu na świecie.
W 1985 na sklepowych pólkach pojawił się Epson RC-20 – pierwszy na świecie zegarek z dotykowym ekranem.
Równie innowacyjny był debiutujący w 1988 roku Casio JP-100W, który posiadał wbudowany pulsometr.
W roku 1989 firma Casio zaprezentowała model ARW-320 wyposażony w barometr oraz wysokościomierz. Poza wyświetlaczem LCD posiadał on również analogowe wskazówki.
Kolejną przełomową datą w historii smartwatchy był rok 1990, kiedy to pojawił się Seiko Receptor będący połączeniem zegarka oraz pagera. Umożliwiał on również bezprzewodowe połączenie ze światem zewnętrznym.
W 1994 roku pojawił się Timex Data Link, który łączył się z komputerem za pomocą umieszczonego na tarczy zegarka czujnika optycznego.
W tym samym roku Casio zaprezentowało model CMD-40 będący połączeniem zegarka oraz pilota IR, którym z poziomu smartwatcha sterować można było telewizorem, magnetowidem czy domowym zestawem stereo.
W 1999 firma Samsung wypuściła na rynek zegarek SPH-WP10 stanowiący hybrydę zegarka naręcznego oraz telefonu komórkowego. Był to najmniejszy, a zarazem najlżejszy z ówczesnych telefonów komórkowych.
Równie przełomowy był smartwatch Casio WQV-1 Wrist Camera, który zadebiutował w roku 2000. Był to pierwszy na świecie zegarek wyposażony w aparat fotograficzny o rozdzielczości 120 × 120 pikseli.
W tym samym roku firma Casio zaprezentowała model WMP-1V Mp3 Wrist Audio Player, który to połączony był z odtwarzaczem MP3.
Rok później firma IBM wraz z firmą Citizen stworzyła oparty na Linuxie zegarek WatchPad wyposażony w 8 MB pamięci operacyjnej, 16 MB pamięci flash, akcelerator oraz łączność Bluetooth.
W 2015 firma Apple Inc. wypuściła na rynek zegarek Apple Watch.
W 2017 wychodzi na rynek pierwszy smartwatch dla seniorów.